# Iàkov Frenkel
Iàkov Ilitx Frenkel va ser un físic i matemàtic soviètic.

## Vida i Obra
Frenkel era fill d'un revolucionari, d'origen jueu, que havia estat deportat a Sibèria durant sis anys (1884-1890). En retornar es va casar i va anar vivent en diferents ciutats: Rostov del Don, Kazan, Minsk, mentre va enviar els seus fills a estudiar a Suïssa per protegir-los dels pogroms de la época. El 1909 la família es va instal·la definitivament a Sant Petersburg on els fills van cursar els estudis secundaris a la prestigiosa escola Karl May. Frenkel va acabar l'institut el 1913 i el 1916 ja s'havia graduat en física i matemàtiques a la universitat de Sant Petersburg. Els dos cursos següents va romandre a la universitat preparant-se per a la docència i la recerca.
El 1918 va ser nomenat professor de la recentment creada universitat de Tauride a Simferòpol (Crimea). El 1921 va retornar a Sant Petersburg a invitació de l'acadèmic Abram Ioffe per treballa al Institut Físico-Tècnic i donar classes a la universitat Politècnica de Sant Petersburg. Des de 1941 fins a 1945, durant la Segona Guerra Mundial i el setge de Leningrad, va ser evacuat amb la seva família a Kazan on va col·laborar amb científics de l'Institut Steklov i de la universitat de Kazan. Els anys posteriors, ja retornat a Sant Petersburg, va estar col·laborant amb diferents institucions científiques tan de Moscou com de Leningrad. Va morir el 1952, víctima d'una hipertensió que va progressar molt ràpidament.
Frenkel és autor d'una seixantena d'articles científics, a més d'uns quants llibres de text. Els seus temes principals pels que és recordat va ser la teoria cinètica dels líquids, la electrodinàmica i la teoria dels nuclis atòmics.